# Reginald McKenna
Reginald McKenna (ur. 6 lipca 1863 w Londynie, zm. 6 września 1943 tamże) – brytyjski polityk, członek Partii Liberalnej, minister w rządach Henry’ego Campbella-Bannermana i Herberta Henry’ego Asquitha.
Był synem Williama Columbana McKenny. Do 1874 r. kształcił się prywatnie w St Malo we Francji, a przez kolejne trzy lata w Ebersdorfie w Niemczech. Naukę kontynuował w King’s College w Londynie oraz w Trinity Hall na Uniwersytecie Cambridge. W 1887 r. rozpoczął praktykę adwokacką w Inner Temple. W 1892 r. bez powodzenia startował w wyborach parlamentarnych w okręgu Clapham.
W 1895 r. został wybrany do Izby Gmin jako reprezentant okręgu North Monmouthshire. W 1907 r. został przewodniczącym Rady Edukacji. W latach 1908–1911 był pierwszym lordem Admiralicji. Następnie został ministrem spraw wewnętrznych. W latach 1915–1916 był kanclerzem skarbu. Sprzeciwiał się przymusowemu poborowi. Z rządu odszedł po usunięciu Asquitha ze stanowiska premiera. Miejsce w Izbie Gmin utracił po wyborach 1918 r.
Po przegranych wyborach McKenna został prezesem Midland Bank. W 1922 r. nowy premier, Andrew Bonar Law, zaproponował McKennie powrót na stanowisko kanclerza skarbu, ale McKenna odmówił. W 1923 r. kolejny premier, Stanley Baldwin, ponowił propozycję. McKenna wyraził zgodę, ale pod warunkiem, że powróci do Izby Gmin z okręgu City of London. Jednak deputowany z tego okręgu nie chciał ustąpić McKennie miejsca, więc ten ostatni ponownie odmówił.
W 1908 r. poślubił Pamelę Jekyll (zm. w listopadzie 1943), córkę sir Herberta Jekylla i Agnes Graham. Reginald i Pamela mieli razem dwóch synów:
- Michael McKenna (zm. 1931)
- David McKenna (16 lutego 1911 - 29 stycznia 2003), ożenił się z lady Cecilią Keppel, miał dzieci

McKenna zmarł w Londynie i został pochowany w Mells w hrabstwie Somerset.